# Norsk älghund, grå
Norsk älghund, grå, eller gråhund som den svenska stammen har kallats, är en hundras med Norge som officiellt ursprungsland. Den är en älghund med samma historia som andra nordiska jaktspetsar. Den är en ställande hund för i första hand älgjakt, främst som löshund men även som ledhund.

## Historia
De första gråhundarna ställdes ut i dåvarande Kristiania (Oslo) 1877, där älghunden Grant vann. Där fanns också hanhunden Gamle Bamse, som ägdes av konsul Jens Gram från Ringerike. Han räknas som gråhundens stamfar, det är med förebild i hans avkommor som den första norska standarden skrevs. Den första rasklubben, Norsk Dyrehundklubb bildades 1899 och när den norska standarden fastställdes 1905 fick rasen namnet grå dyrehund, vilket 1950 ändrades till norsk elghund grå.
På den första svenska hundutställningen 1886 fanns ingen gråhund representerad, däremot på Svenska Kennelklubbens (SKK) första utställning 1891. 1911 tillsatte SKK en spetshundssektion med uppgift att inventera de inhemska spetshundsraserna, däribland gråhunden. 1935 enades de norska och svenska kennelklubbarna om en gemensam standard men redan 1939 höjdes det svenska maximimåttet till 60 cm. När jämthunden erkändes som självständig ras 1946 bestämdes att hanhundar med mankhöjd på 57 cm och däröver och tikar som var 52 cm och däröver skulle räknas som jämthundar. De senare har även en gul ton på nos och underben som inte är tillåten hos gråhunden, som däremot skall ha svart mask.
Inte förrän 1981 fick gråhunden på nytt samma standard i Norge och Sverige, det var också då även det svenska namnet ändrades officiellt från gråhund till norsk älghund, grå. Men både innan dess och därefter har rasen utvecklats olika i de båda länderna, och fortfarande finns vissa skillnader. Norrmännen har premierat gråhunden som utställningshund, medan svenskarna värdesatt bruksegenskaperna främst. Det första jaktprovet för älghund arrangerades i Sverige 1941, från 1942 krävdes godkänt jaktprov för erhållande av utställningschampionat och från 1953 infördes möjligheten för gråhundar att bli jaktchampion.
Som ofta är fallet med raser som avlas efter utställningsframgångar, så har exteriöra överdrifter med tiden getts fördelar. De norska utställningshundarna hade tidigare väldigt raka vinklar på bakbenen, tunnformad bröstkorg som gav en bred front samt väldigt kraftig bepälsning. Dessa hundar hade inte den konstitution som lämpade sig för en hel dags hårt arbete i älgskogen. De svenska jakthundarna var å andra sidan för högställda och slanka och alltför lika jämthunden. Men i och med älgstammens tillväxt i södra Norge från 1960-talet så blev löshundsjakt vanligare där och man fick behov av att gå tillbaka till den ursprungliga standarden. Typen har med tiden blivit mer enhetlig i både Sverige, Norge och Finland.
I Sverige räcker det dock med ett andrapris på utställning för att en hund skall kunna tilldelas jaktchampionat, medan det i Norge krävs två förstapris. De exteriöra kraven är alltså högre i Norge och en norsk jaktchampion är således högre meriterad vad gäller rastypen.
Gråhunden räknas som Norges nationalras och pryder logotypen för Norsk Kennel Klub. Tidigare var gråhunden den vanligaste älghunden i Norden, men har under 2000-talet tappat i popularitet till förmån för jämthunden i Sverige och Finland.
Det är den norska utställningstypen som blivit populär i USA och som även är godkänd av brittiska the Kennel Club. Det är bara i Finland, Norge och Sverige som det finns krav på jaktprovsmeriter för tilldelning av utställningschampionat. I de flesta andra länder inom Fédération Cynologique Internationale (FCI) är det av naturliga skäl omöjligt att kräva meriter från älgjakt.

## Egenskaper
Traditionellt har den varit gårdshund och vakthund, även boskapsvaktande vallhund. Tidigare användes gråhunden inte bara till jakt på älg utan även på exempelvis skogshöns och ekorre. Den är också lämpad för björnjakt.
Hunden är muskelstark och har ett kraftigt ståndskall. Den kan vara skarp och reserverad. Gråhunden är modig och energisk. Den har ett utpräglat jaktintresse och är mycket enträgen och envis både när det gäller att förfölja bytet och vid upptaget, d.v.s. att hålla älgen på plats efter att den ställts. Jägaren har alltså god tid på sig att hinna ifatt samt få ett bra skott.

## Utseende
Gråhunden är en kvadratisk och kompakt hund med god resning och typisk spetskaraktär. Svansen bärs hårt ringlad över ryggen. Pälsen är en riklig och tät dubbelpäls.

## Galleri

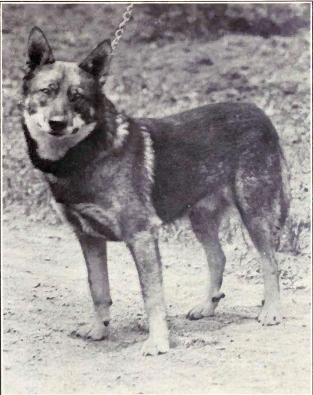
En gråhund från W.E. Masons "Dogs of all Nations" 1915
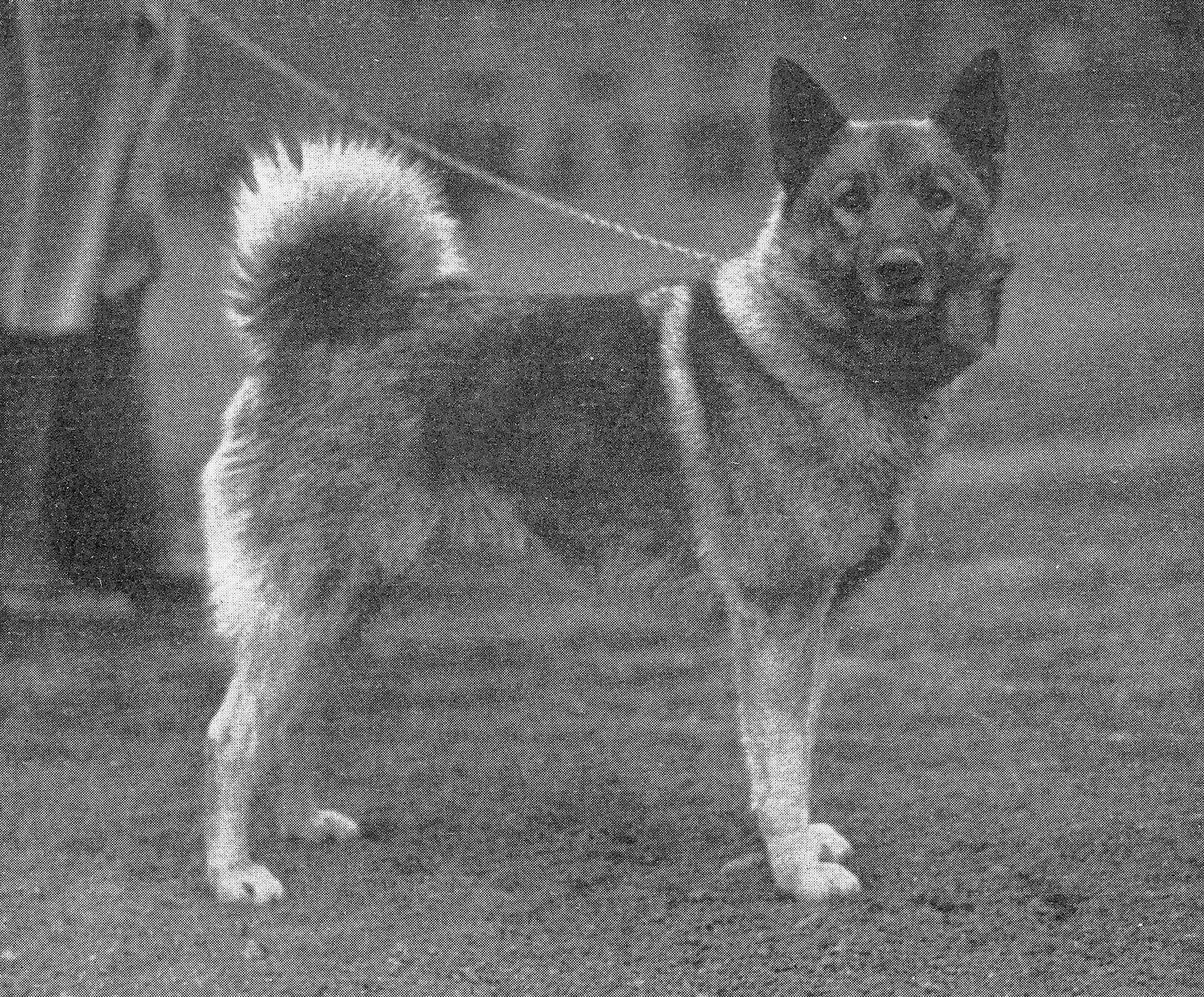
En gråhund från Carl O.M.P. Leuhusens "Rashundar i ord och bild" 1932